# ツェントル・プロジェクト
ツェントル・プロジェクトとは『スーパーロボット大戦シリーズ』に登場する架空の兵器開発計画である。
ここでは本項と関係が深い特殊部隊クライ・ウルブズ、ツェントル・プロジェクトの一つであるウェンディゴ・プランおよびフラットフィッシュ・プランについても解説する。

## 概要
ツェントルはロシア語で「中心」の意。関連するオリジナルキャラクター、ならびに機動兵器には位置・方位に関する名称が多く見られる。

### 『スーパーロボット大戦MX』での設定
度重なる戦争により問題となった、量産人型機動兵器の損耗率の高さを解消すべく提案された、十年先を見据えた新機軸の機体開発計画。ミタール・ザパト博士の開発した高出力なTEエンジン、自己修復可能なラズムナニウムを使用しメンテナンスフリーな機動兵器「MODEL-X」の開発を目指した。
しかし、不安定な二つの技術の統合は困難を極め、試作4号機までにおける試行錯誤の結果、双方を搭載した機体の開発を断念せざるをえなかった。そこで試作5号機にラズムナニウムを、試作6号機と試作7号機にTEエンジンをそれぞれ振り分け、別々に改良を行い十分な結果が得られてから双方を統合することになった（なお、これらの3体には同時に実戦を想定した武装が与えられたが、高機動戦闘・砲撃戦用の試作6号機、接近戦・格闘戦用の試作7号機、両者の中間の試作5号機、と性能は全く異なるものとなっている）。
試作6号機（試作7号機）が順調にテストを重ねる一方、先にロールアウトした試作5号機はテストパイロットが決まらずに放置されていたところを何者かに強奪されてしまう。ミタールは試作6号機（試作7号機）のテストパイロットであるヒューゴ・メディオに試作5号機の回収を命じる。
この強奪事件には裏があり、両者を戦わせることで試作5号機に極秘裏に搭載された人工知能「AI1」の教育を行うという真の目的があった。ツェントル・プロジェクトとは本来、委員会による人類補完計画の一環であり、計画を妨害する勢力を排除するための機動兵器の開発が本来の目的であった。ミタールはそれに協力する形でMODEL-Xの開発を行っていたのである。
こうして両者は戦闘を繰り返し、試作5号機はあらゆるデータを収集し成長するAI1にあわせ自己進化を行い、試作6号機（試作7号機）は大破するも新型TEエンジンを搭載した試作8号機（試作9号機）の開発に成功する。
計画は順調に思えたが、AI1を溺愛するエルデ・ミッテ博士と「兵器の性能を最大現に引き出せるのは人間」だとするミタールの間で対立が起こり、ミタールが射殺されてしまう。また、エルデも暴走したAI1に取り込まれ死亡する。責任者を失った計画は頓挫し、MODEL-Xが日の目を見ることは無かった。

### 『スーパーロボット大戦OG』シリーズでの設定
『OG』ではツェントル・プロジェクトの中にいくつかの開発計画が存在し、そのうちの2つが後述するウェンディゴ・プランとフラットフィッシュ・プランである。
計画自体は『MX』と同じだが、崩壊したばかりのアースクレイドルへ特殊部隊クライウルブズを派遣したり、ホワイトスターにて大破したソウルゲインの残骸などを回収している。その他、計画に必要だとしてアインストレジセイアを氷漬けにして捕獲し、これにラズムナニウムを移植することで新たな種「イェッツト」を誕生させるなど、危険度の高い研究を数多く行っている。この件についてはアインストを参照。
また、『MX』では完成を見なかったMODEL-Xは、10号機ガルベルスとして完成された。
研究者の中にテスラ・ライヒ研究所、マオ・インダストリー、イスルギ重工からの出向者は一人もなく、情報機密度AAクラスのセキュリティが掛けられたものであったため、情報部所属のギリアムを以ってしても調査をするのが困難であった。また、エンジ・オズヌ博士の提唱した「プロジェクト・イデアランツ」にも関与しており、同計画で誕生した「アレス・ガイスト」と「フリッケライ・ガイスト」にはイェッツトを素材として用いている。

#### ウェンディゴ・プラン
ドナ・ギャラガーが携わったツェントル・プロジェクトにおける機動兵器開発計画の一つ。試作機は完成していたが数多くの難点を抱えていた等の理由によりドナを解雇し、新たに参加したエルデの意向により、AI1プロジェクトに名称を変更した。

#### フラットフィッシュ・プラン
アインストの細胞を組み合わせた生物兵器の開発計画として秘密裏に行われていたが、事故により研究施設のトーチカ2は崩壊、7基のポッドのうちの大半を失い残りをデュミナスのティスに奪われたことで頓挫している。フラットフィッシュの外見やフラスコのラベルには『ドナルド・ホフスタータ』という名が記されていたことなどから、人間を素体にしたことをにおわせている。

### クライ・ウルブズ
MX
アルベロがかつて隊長を務めていた、連邦軍の特殊部隊。「生き残ること」を部隊の鉄則としている。ヒューゴもかつてこの部隊に所属していた。デビルガンダムとの戦闘で壊滅している。配備されていた機体は量産型ゲシュペンストMk-II。
OG
地球連邦軍第3特殊作戦PT部隊の名称。ブラックウルフ、ブラウンウルフ、ブルーウルフ等の複数の小隊によって構成されている。構成員は隊長のアルベロ・エストの他、ヒューゴ、フォリアがブラックウルフ所属、ブルーウルフにイーサン、ハリオ、カリム等。陰ながらハガネらの戦闘の事後処理を行っていたが、いつしかそれに加えてツェントル・プロジェクトの小間使いを行うようになっている。ラミアによると向こう側の世界でも部隊として存在していたとのことで、「3つのウルブズ」の1つだった（残り2つの内、1つはベーオウルフが率いるベーオ・ウルブズで、残り1つの名称は不明）。
配備機は専用仕様の量産型ゲシュペンストMk-IIに加え、マオ社から量産型ゲシュペンストMk-II改が新たにテストで2機回されている。改型のテストパイロットには戦闘時間が判断基準とされており、熟練者である隊長と、意図的に新米であるヒューゴ・メディオ准尉が選抜されている。機体標準色はグレーであるようだが、特に部隊で統一しているということもなく、各々がパーソナルカラーで塗装している。
修羅軍侵攻の際に対修羅の他、脱走したイェッツト処理の任務にあたっていたが、イェッツトレジセイア戦にてヒューゴ機が大破しフォリア機消失、他の部隊も全滅して事実上壊滅して、唯一の生存者はアルベロだけだった。

## 採用技術
ラズムナニウム
ミタール・ザパトが開発した自立性金属細胞で、自己修復機能を備える。機能調整が難しいという問題を抱えている。そのため普段はリミッターをかけて運用されている。デビルガンダム事件の反省から、DG細胞のような自己進化機能は当初は持っていなかった。
ヒューゴが駆るTEエンジン搭載型の試作機からTEエンジンを奪取した際、AI1の能力によって本来ならあり得ない自己進化機能を備えるようになった。
TEエンジン
自然界の四つの力、すなわち重力・電磁気力・強い核力・弱い核力に次ぐエネルギーがターミナス・エナジーであり、これを利用したエンジンをTEエンジンと称する。ターミナス・エナジーは理論上どこにでも存在するため、TEエンジンは事実上の永久機関といえる。
しかし、ターミナス・エナジーは高出力ながらも収集と動力変換が非常に困難であり、完全なTEエンジンの完成には時間がかかることが予測されていた。TEエンジンを搭載した機体はTEアブゾーバーと呼ばれる。
出力調整が難しいなど問題点が多いため、TEアブゾーバーは各関節の駆動に補助電池が使われており、TEエンジンの出力調整を担当するサブパイロットを1名必要とする。
ダイレクト・フィーリング・コントロール
マニュアル操作とは別個に、TEエンジンの出力調整のため、TEアブゾーバーに採用されたシステム。「DFCシステム」とも称される。水着、あるいはボンデージ衣装のような露出の高い専用スーツ（DFCスーツ）を着用しなければならないためパイロットの評判はよくない。露出によるコントロールの具体的な仕組みは不明。『無限のフロンティア スーパーロボット大戦OGサーガ』にて、DFCスーツは「水着のような服」という設定で装備品として登場している。
AI1
名称の由来は、All In One（=1）の略称。
エルデ・ミッテが開発したメディウス・ロクスに搭載された戦闘型人工知能。自己進化の果てに露出した姿は人間の脳のようなものが入っているグロテスクな外見であったが、『MX』では最初からこのような形であったのかは不明。エルデはこのAI1に、狂気に近い愛情を注いでいる。
戦闘経験をつんでいくにつれ、メディウス・ロクスに進化をもたらしていくが、やがてAI1は、アルベロと共に闘っていく内に機動兵器としてのあり方を学び、エルデの意志に背くようになる。しかし根底から自分以外の人間を見下しているエルデはそれを認めず、高エネルギー体を取り込ませることでAI1に究極の進化をもたらそうとする。その結果、AI1は暴走を引き起こし、コア部分のみが巨大化。死亡したエルデを蘇生、と言うよりも制御装置として「作成」し取り込み、宇宙の全てを一つに取り込もうとする。しかしマグネイト・テンによって撃破されたことで、人間の秘められた力と敗北した兵器の結末を学び、エルデの再生命令を拒否。自らの意思で消滅した。
OGシリーズにおいては、最初にメディウス・ロクスに搭載されてテストが行われるところまでは同様だが、ヒューゴの乗っていた機体（サーベラスまたはガルムレイド）のコクピットを潰し、ヒューゴをAI1に取り込ませる。その後、テストメニューに異を唱えるようになったアルベロに重傷を負わせて取り込ませ、無人のサーベラス・イグナイトとガルムレイド・ブレイズを引き連れてアクアをも亡き者にしようと襲いかかる。しかしヒューゴを完全に取り込むことはできておらず、アクアの危機に際して覚醒したヒューゴは、自らAI1の支配を逃れて鋼龍戦隊に戻ってしまう。その後、AI1はガルベルスに積み替えられるが、機動兵器としてのあり方を学びつつあったAI1はラズムナニウムの自己再生を拒むようになりつつあった。最後は南極遺跡で鋼龍戦隊とぶつかり合い、ガルベルスからAI1へと変貌を遂げるが、『MX』同様に再生を拒んでエルデ諸共破壊された。しかし、ガイアセイバーズ司令のアルテウルが隠し持っていたズフィルード・クリスタルによって再生させられた後、アルテウルことユーゼス・ゴッツォによってアダマトロン誕生の贄となった。

## 開発スタッフ

### ヒューゴ・メディオ
（声優：高橋広樹）
『スーパーロボット大戦MX』から登場。同作品の主人公。20歳。階級は少尉。
かつて連邦軍特殊部隊「クライ・ウルブズ」に所属していたが、敵（『MX』ではデビルガンダム、『OG』シリーズではイェッツト）との戦闘で部隊が壊滅した時に瀕死の重傷を負ってザパト博士に拾われ、ツェントル・プロジェクトのテストパイロットとなった過去を持つ。軍人としての師であるアルベロの教えから、生きることに対する執着が強い。精神統一のためアルベロから座禅を体験させられたこともあり、その影響で日本の文化に詳しい。また生存のためにヘビすら食した経験もあり、アクアを閉口させてしまうほどだが、意外にナイーブな一面もある。風呂好きだが、後述の問題で仲間と共に入浴するのを避けている。
自身の力量と経験を恃みアクアの助言を無視することが多かったが、アルベロとの邂逅で消沈していたところにアクアから叱責を受け立ち直る。それ以降は認め合い、パートナーとして信頼するようになる。
瀕死の重傷から生還した際、体の半分をサイボーグ化されている。『MX』作中世界の医学水準ならば元の体に戻すことも可能だが、TEアブゾーバーを操縦するための生体部品を求めたミタールの策略によって、拒絶反応を抑えるための薬を定期的に処方してもらわなければ生きていけない体となっていた。後継機を受領したあとは薬無しでも問題なく活動できる身体に改造されている。AI1との戦いの後に、完全に不都合の無い体に戻り、パーソナルトルーパーの教官になる。
『MXポータブル』ではシナリオに一部追加があり、初期主人公機が破壊された際に、一時期消息を絶つ展開になっている（複座式コクピットの前部に乗っているが、この部分をメディウスに破壊されている）。実はミタールが極秘裏に回収し、後継機を与えている。
『OG外伝』では『MX』より過去のシナリオをモチーフとした展開になっており、特務部隊である「クライ・ウルブス」の一隊員として、アインストレジセイアの捕獲、ホワイトスターでのホーンドマン（ツヴァイザーゲイン）の鹵獲（この作戦はホワイトスターが時空転移を開始したため、ソウルゲインの残骸を回収しただけで失敗に終わる）等の任務をこなして行く。そしてツェントル・プロジェクトの研究施設「トーチカ」の護衛中、イェッツトレジセイアの暴走事故が発生し、その後、イェッツトレジセイアの撃破をミタールより命じられるが、彼の計略により部隊は壊滅、ヒューゴ自身も瀕死の重傷を負う。
『第2次OG』ではツェントル・プロジェクトのテストパイロットを務めているが、『MX』から若干の設定変更が加えられており、サイボーグ化の際にラズムナニウムを含有した人工骨を埋め込まれ、ミタールから処方された薬で拒絶反応とラズムナニウムの自己増殖を抑制している。薬の効果が切れると全身がラズムナニウムに侵食されて死亡してしまうため、ミタールに従っていた。サーベラス、またはガルムレイドが破壊されるくだりは『MX』とほぼ同様だが、それと同時にAI1に吸収され、戦死扱いとなる。しかし実際にはAI1の内部で眠り続けていただけであり、メディウスに襲われるアクアの危機に際して目覚め、AI1の支配を逃れて鋼龍戦隊に復帰。身体の改良は行われなかったが、鋼龍戦隊に亡命していたワン博士が持ち出していた予備の薬のおかげで封印戦争を戦い抜いた。
封印戦争終結後は、アクアと共に特殊戦技教導隊の預かりとなった。
OGシリーズでの搭乗機は、クライ・ウルブズ時代に部隊仕様の量産型ゲシュペンストMk-II→量産型ゲシュペンストMk-II改。テストパイロットに転向してからはサーベラス系、ガルムレイド系の両方を乗り換えで使用できる。
専用BGMは『Burning Red』（MX初期、『OG外伝』）、『The Watchdog of Hell』（サーベラス・イグナイト）、『Let's Ignition!』（ガルムレイド・ブレイズ）。

### アクア・ケントルム
（声優：白鳥由里）
『MX』から登場。同作品の副主人公。23歳。階級は少尉。シリーズの味方側勢力の年代はいつも若者が多いが、『MX』の味方側勢力のパイロットは小学生や中学生も多く、歴代作品でもかなり若者揃いという状態で、自分が年長者にあることを気にしている。ヒューゴとコンビを組んで、主にオペレータとして同乗している。性格は明るく勝ち気だが、エルデ曰く感情の制御が下手とのこと。話に乗せられやすく、自然とノリツッコミをこなすことも多い。露出度の高いDFCスーツの容貌を気にしており、本人はできれば着たくはないらしい（水着感覚でそのまま風呂に入れるのである意味便利、とノリツッコミの要領で発言したこともある）。『MX』では常時DFCスーツのままだが、『OG』シリーズでは戦闘時のみとなり、平時は連邦軍の士官用制服を着用している。
父親は上院議員のテイラー・ケントルム。幼い頃から何不自由なく暮らしていたが、籠の中の鳥のような日々を嫌い、父親の反対を押し切って地球連邦軍に入隊した。
ヒューゴが自分をパートナーと認めていないことに不満を感じていたが、次第に互いの存在を認め合うようになっていく。当初はTEエンジンの出力調整用サブパイロットとして搭乗していただけであったが、後継機ではTEエンジンが改良され出力調整に専念する必要がなくなったこと、変形機構を組み込まれ2つの形態を持つようになったことから、ヒューゴと同様のメインパイロットを務めることとなる。ラストはエルデの後を継いで科学者となる。ケントルムはラテン語で「中心」の意味。
『MXポータブル』では初期主人公機が破壊されたあと、メインパイロットのヒューゴが行方不明になる展開が追加されている。彼が行方不明になっている1ステージのイベントに限り、ドラグーンを乗機とする。
『OG外伝』では、学生時代でのエルデとの別れを経て、まだパイロットではない新兵として登場。『MX』での回想シーンと同様の場面を見せる。その際、親が政界の実力者であることが判明。機動兵器のパイロット志望に猛反対され、自分の力で将来を切り開くために家を出たという過去が明らかになる。教導隊隊長であるカイ・キタムラ、および隊員のラミア・ラヴレスにサインをねだるが、緊張しすぎてろれつがまわらなくなっていた。また同時にラミアのセクシー全開の服装について「私じゃ絶対に耐えられない」という感想を持っていたが、後にそれよりも露出度の高いDFCスーツを着用することになる。
『第2次OG』では、薬品切れによる自身の戦闘不能を危惧したヒューゴからTEアブゾーバーの操縦訓練を受ける。彼が戦死扱いになって以降は彼の遺志を継ぐという決意を秘め、1人でTEアブソーバー（サーベラスかガルムレイドのうち、破壊されなかった方）のパイロットを続ける。しばらくの後、哨戒任務中にメディウス・ロクスおよび無人のガルムレイド・ブレイズとサーベラス・イグナイトに遭遇し、奮闘するも多勢に無勢で危機に陥る。その時、アクアの叫びに応える形でAI1に取り込まれていたヒューゴが復活し、再びコンビを組むことになる。
封印戦争終結後は、ヒューゴと共に特殊戦技教導隊の預かりとなった。
専用BGMは『Dancing Blue』。

### アルベロ・エスト
（声優：宝亀克寿）
『MX』から登場。同作品のライバルキャラクター。43歳。
クライウルブズの元隊長であり。部隊壊滅後、その責任を取る形で軍を辞め、行方不明となっていたが、エルデと共にメディウス・ロクスを奪取する。ヒューゴにとっては師であり父親のような存在であった。彼自身の目的はデビルガンダムを超克し阻止するのが目的であったらしく、デビルガンダムを倒したあと、全ての決着をつけるために、ヒューゴ達マグネイト・テンに協力する。そこでエルデの反乱によってAI1に取り込まれてしまうが、その結末に後悔を抱くことなく最後は自らの運命を受け入れる。「死は何も生まない」という考えを持っており、ヒューゴ達にも「生き残る」ことをクライ・ウルブズの鉄則として教えた。また、日本文化に詳しい。エストはイタリア語で「東」の意。
『OG外伝』では壊滅前のクライ・ウルブズの隊長として登場し、様々な任務をこなしてゆくが、イェッツトレジセイアとの戦いにて、息子を含む部隊員全てを失い、それを引き起こした者への復讐を遂げるため、何処かへと去っていった。
『第2次OG』においては新設された大統領直属戦隊「ガイアセイバーズ」の一部隊であるガンマ・セイバーの隊長を務めており、スクールの生き残りのブーストテッド・チルドレンを率いている。ミタールからメディウス・ロクスを奪取に見せかけて譲渡されており、以後エルデと共にメディウス・ロクスを運用する。ヒューゴに対しては元部下であるためか若干の躊躇いがあり、決定的な場面でもとどめを刺さずに撤退している。イェッツトレジセイアの事件の原因を作ったミタールらに従っているのは仮死状態のフォリアを救うためであるが、これはミタールとエルデがアルベロを従わせるために仕組んだブラフであり、フォリアは既に死亡していた。TE試作機8号機と9号機のテストの折、エルデに用済みと見なされて銃撃され重傷を負う。そしてエルデにより真実を知らされ、そのままAl1に取り込まれてしまうが、南極遺跡でAI1と鋼龍戦隊が対決した際にわずかに意識を取り戻し、ヒューゴに「生き残れ」という最後の命令を伝え、AI1と共に爆死した。
専用BGMは『Shouting Black』（『OG外伝』）、『Crying Black』（メディウス・ロクス（第1形態））、『Medius locus』（メディウス・ロクス（第2形態））。

### エルデ・ミッテ
（声優：小林優子）
『スーパーロボット大戦MX』から登場。同作品のライバルキャラクター。30歳。
メディウス・ロクスのオペレータとしてメディウスに同乗する戦闘用人工知能の研究者。かつてはアクアの教官を務めていた。
人工知能「AI1」は彼女の最高傑作であり、狂気じみた愛情を向けている反面、自分以外の人間に対しては冷淡でアクアのことも内心鬱陶しく思っていた。が、アクアの力量が自分に迫ってきていることを感じると焦る負けず嫌いな一面も見せた。また、自己中心的でもあり、進化していくAI1の行く末を見ることを望むとしながらも、機動兵器としてあり続けることを選んだAI1自身の判断を断固として認めようとしなかった。
全てが終わったかに見えた時に隙を見て、ラ・ムーの星を取り込ませることでAI1に究極の進化をもたらそうとする。その直後にアルベロによって射殺されるが、AI1の進化と同時に精神に異常をきたした状態で復活する。しかし最後は、自らの滅びの運命を受け入れたAI1からも完全に拒絶され、予想外の結末を認められないまま消滅する。ミッテはドイツ語で「中央」の意。
『OG』シリーズでも同様の設定で、『OG外伝』ではアクアの教官として登場した後、ツェントル・プロジェクトにドナ・ギャラガーの後任として参加、戦闘用人工知能「AI0（AI1のプロトタイプ）」の研究を進める。アルベロやミタール、ドゥバンらを利用してAI1の成長を促し、鋼龍戦隊がルイーナを倒した直後に現れクロスゲートのエネルギーを奪うも、AI1に取り込まれながらも僅かに意識が残っていたアルベロとドゥバンの抵抗などに遭い敗北し最期を迎えた。
専用BGMは『All In 1』、『VICTORY Ver.MX』（『MX』）、『VICTORY』（『OG2nd』）。ちなみに『All In 1』と『VICTORY』はOGシリーズでは必ず優先されるレーツェル専用BGM「Trombe!」よりも優先されて流れる。

### ミタール・ザパト
『MX』から登場。ツェントル・プロジェクトの責任者で、TEアブゾーバー、ターミナスエンジン並びにラズムナニウムの開発者。
兵器の性能を極限まで高めるのは操縦する人間によって決まることを知っており、裏で何らかの独自プロジェクトを進行していた。なお、ヒューゴをプロジェクト遂行のための駒とするため、クライ・ウルブズの壊滅を仕組み、その後もヒューゴを改造した上、その反動で生じる発作を抑えるための薬をちらつかせ、意のままに従わせようとした。その一方、大義や信念といったものには興味がなく、名声や金銭といった実用的なものに価値を置く人物のようであり、あらゆる意味で現実的な人物でもあった。最後は危険性の強いAI1を排除しようとした為に、裏切ったエルデによって射殺された。ザパトはロシア語で「西」を意味する。
『MXポータブル』では、初期主人公機が破壊された際行方不明になっていたヒューゴを極秘裏に回収し、後継機を任せてマグネイト・テンに合流させる展開になっている。
『OG外伝』では、ツェントル・プロジェクトの責任者として、クライ・ウルブズに研究の材料であるアインストレジセイアの捕獲や、ツヴァイザーゲインの鹵獲を命じる傍ら、自らの作り出したラズムナニウムをアインストレジセイアに投与し、その変質や進化に狂気じみた反応を見せるなど、『MX』の時には見せなかったマッドサイエンティストの一面を見せている。

## プロジェクト関係者

### フォリア・エスト
（声優：勝杏里）
クライ・ウルブスの隊員、ヒューゴの戦友でありアルベロの息子。クライ・ウルブズ壊滅時にDG細胞に感染し、ヒューゴの目の前でゾンビ兵士となり、彼に重傷を負わせ、心にも深いトラウマを残した。『MX』のヒューゴの回想場面で一応登場するものの、前述の通りゾンビ兵士となったため、グラフィックもゾンビ兵士でDG細胞感染以前のフォリアは登場せず、どういうキャラクターなのかは不明だったのだが、『OG外伝』で正式に登場を果たした。
父親であり部隊長でもあるアルベロとの関係は、基本的に私情を挟まない隊長と隊員のものなのだが、フォリア側からは多少コンプレックスが混じっており、アルベロを越えたい、認めさせたいという一心が行き過ぎてしまい、命令違反を犯すことも多い。しかし、ある作戦の最中にアルベロの考えを理解し、真の意味でのクライ・ウルブスの隊員となる。内心では父親としての思いも持っており、最終的にはイェッツトレジセイアの攻撃からアルベロを守り戦死する。部隊内でのコールサインはウルフ9。
専用BGMは『Going Ocher』。この曲は父アルベロのBGM『Shouting Black』をアレンジしたものである。

### エリック・ワン
初出は『OG外伝』だが、名前自体は『スーパーロボット大戦ORIGINAL GENERATION』から登場している。
グランゾンの開発者の一人。現在はミタールらツェントル・プロジェクトの研究に参加している。
他の研究員と違い、雰囲気の良い人物ではあるが、裏では何を考えているかわからない老人である。シュウのことを「シーちゃん」と呼ぶ。シュウがグランゾンの駆動プログラム内に仕込んだ「カバラ・プログラム」やアストラルエネルギーのことを知る恐らく唯一の人間。そのことでシュウから一目置かれている数少ない人間の一人である。シュウと「グランゾンを破壊しうる機動兵器を造る」という約束を交わしており、シュウが「死に急いでいる」ことを見破っていた。飄然としてつかみどころのない人物だが、シュウの死を聞かされた時には沈鬱な表情も見せた。
エンジ・オヅヌとも知己であり、『第2次OG』ではガイアセイバーズやイデアランツの在り方に疑問を抱いたアリエイルの逃亡を手引きし、後に自身も鋼龍戦隊に亡命する。フェリオ・ラドクリフからは「NVユニット」（エール・シュヴァリアー及びブランシュネージュ用のウェポン・ボックス・ハンガー）や「フォルテギガス」の設計図を託されており、その建造を行っていた。後にアリエイルに寿命を延ばせる可能性を提示している。

### ドナ・ギャラガー
初出は『OGクロニクル』の一編『踊るゆりかご』。ウェンディゴ・プロジェクトの責任者。
ツェントル・プロジェクトの一環として機動兵器「ウェンディゴ」を開発していた。開発に当たりテロリストの協力を受けており、その見返りに試作機を起動させ連邦軍基地を襲わせるが、遅れて出撃したカイの量産型ゲシュペンストMk-IIに沈黙させられる。制御コアには全身不随となった彼女の息子が使用されている。
ウェンディゴの開発に執心していた理由の一つ「戦争に巻き込まれた息子に身体を与えてやりたい」を汲み取ったカイの温情により、コアユニットは抜き取られ、息子は医療施設へと搬送された。ドナもカイの気持ちに応える形で事情聴取に応じ、身柄はギリアム率いる情報部に引き渡された。
後任としてエルデが赴任したことでウェンディゴの開発は中止されたが、量産型がAI制御の無人機として生産され、基地の防衛等に充てられることとなった。

### ドナルド・ホフスタータ
初出は『OGクロニクル』の『新春まんがまつり 最強の盾対宇宙ひらめ 寒風吹きすさぶ3Kの宇宙の海に少年の愛の花は実をつけるのか！？』に名前だけが登場。フラット・フィッシュの培養槽のラベルにドナルドの名が記載されていたのをカチーナ・タラスク中尉が発見している。
フラットフィッシュ・プランの開発責任者。トーチカ2の事故の際にスタッフ諸共巻き込まれ死亡している。

## 開発機体

### テルグム
【Tergum = 羅語で「後ろ」】
- MX……ツェントル・プロジェクト1号機の改良型。脚部先端にローラーをもつクモの様な外見をしている。
- OG外伝……無人偵察、および探査に用いられ、MXでの設定は破棄されている。

武装
オーヴァル・ミサイル
多数のミサイルを発射。
ディエトローラー
体当たりを仕掛ける。

#### シニストラ
【Sinistra = 羅語で「左」】
メディウス・ロクス最終形態に搭載されているAI1が自身の機能を使い、テルグムを再生、強化して生み出したもの。原形を留めないほどに形が変わり、ほぼ人型になったが脚部がない。
武装
ブースト・ブラッキウム
ロケットパンチ。
ウメルス・フラッシャー
肩部の3連装砲身から細かい光線を多数発射する。

### フロンス
【Frons = 羅語で「前」】
- MX……ツェントル・プロジェクト2号機の改良型。トンボの様な外見をしている。
- OG外伝……テルグムと同様に無人偵察、および探査に用いられている。

武装
オーヴァル・ミサイル
多数のミサイルを発射。
ダヴァンティーザー
口から発射する光線。

#### デクステラ
【Dextra = 羅語で「右」】
メディウス・ロクス最終形態に搭載されているAI1が自身の機能を使い、フロンスを再生、強化して生み出したもの。シニストラ同様、やはり原形を留めないほどに形が変わり、ほぼ人型になった（トンボ型の名残として、背部に羽に見えないこともない鋭角なパーツがある）。普通の腕のほかに背中にもう1対の大きな腕を持つ。
武装
インクルシオー
右のストレート、左のアッパーで対象を打ち上げ、4本の腕で連続打撃を加えたのち殴り飛ばす。
カプト・ブラスター
頭から放たれる光線。
ブースト・ブラッキウム
背中の巨大な腕を撃ちだすロケットパンチ。

### メディウス・ロクス

#### 第1形態
【Medius Locus = 羅語で「中央」】
ツェントル・プロジェクトの試作5号機。試作6号機と7号機の中間的な位置づけの性能となっている。ラズムナニウムが搭載されているため、自己修復機能を備える。テストパイロットがなかなか決まらず、ほとんどテストが行われないうちにアルベロの手によって強奪された。
強奪される以前に何らかの改造を受けていたとの疑惑が存在した。実際、機体には計画外の意図による改造が加えられており、極秘裏にAI1が搭載されている。作中、一度はヒューゴとアクアに追い詰められるが、エルデの独断でそれまで収集したデータを基に、ラズムナニウムとAI1の性能を発揮させガルムレイドをベースにした禍々しい姿に変貌。ヒューゴの機体を破壊しTEエンジンを強奪する。
『第2次OG』ではメディウスもTEアブゾーバーの5号機であり、ラズムナニウムの機能テストやデータ取得用の機体であるとされている。
武装
コーティング・ソード
腕部にマウントされた刀身の短い剣。
ディバイデッド・ライフル
腰部後方にマウントされた可変型ランチャー。右腕に装着して展開し、二連装の銃身から連射する。
必殺技
スティング・アクセレレイション
ディバイデッド・ライフルからグリップを展開して左手で保持、殴りかかった後展開してゼロ距離で銃弾を叩き込み、最大出力の一撃で吹き飛ばして締める。

#### 第2形態
AI1の得た様々な機体データを基に形態変化を起こしたメディウス・ロクス。TEエンジンを取り込んだことで出力も飛躍的に向上している。形態変化前の倍以上のサイズに変化し、性能や外観もスーパーロボット寄りになっている。ガルムレイドのデータがあらかじめAI1に入力されていたからであるという。
武装
ライアット・ブーメラン
装着しているブーメラン状パーツを蹴り飛ばし、あるいは投擲する。
スパイラル・ファング
両腕の爪。「コーティング・ソード」が変化したものと思われる。突撃して突き刺し、回転の勢いで引き裂く。
ターミナス・ブレイザー
胸部エネルギー砲。ターミナス・エナジーを撃ちだす。
必殺技
ヘブン・アクセレレイション
「イグニション」の掛け声とともに、ターミナス・エンジンの出力を全開にして突撃し、空中に打ち上げたのち超高速の体当たりで連続攻撃。その後、後退しつつ怪しげな空間に敵機を引き寄せ、爆破する。

#### 最終形態
ラ・ムーの星の力を吸収し、暴走したラズムナニウムの自己進化能力により、さらなる変貌を遂げたメディウス。もはや「機動兵器」であった第1形態の面影はまったく残っていない。機械的というよりはむしろ有機的な存在にすら見え、その禍々しい外観はまさしく「怪物」である。主人公達の呼びかけには応答が無く、搭乗者がどのような状況にあるのかは不明。ゲーム中はパイロットはアルベロではなくAI1が登録されている。第2次OGでは登場しない。
武装
ランページMX
両腕から伸びる触手で敵を引き寄せ右腕で殴打。掌から放たれるビームで零距離射撃を浴びせる。
インラージメントMX
胸部の球状パーツを露出させ、ビームを射出。空中で分裂し降り注がせる。

### AI1
AI1の搭載されたコアそのものがTEエンジンと融合、肥大化したもの。ラ・ムーの星の力を吸収し暴走したラズムナニウムの自己進化能力で急激な変容を遂げたメディウス・ロクスが破壊され、さらなる暴走の果てに誕生したエルデの狂気の産物である。
外観は人の脳に酷似している。人工知能や機動兵器の面影は無く、わずかにメディウス最終形態の名残がある程度である。あらゆる物を取り込み、文字通り「全てを一つに(=ALL in 1)」しようとする。TEエンジンを取り込んでいることからTEスフィアの展開が可能で、自動修復も可能。さらに、メディウス第1形態を生産して攻撃用兵器として使用することができる。MXのラスボスである。
驚異的な戦闘力を発揮するも、マグネイト・テンの前に敗れ去る。エルデによりさらなる進化を促されたが、最後に｢敗北｣を学習し自己再生も行わず、自らの意思で滅びを受け入れていった。
『第2次OG』ではガルベルスがクロスゲートのエネルギーを取り込んだアレス・ガイストとドゥバンを取り込んで変貌した。鋼龍戦隊に破壊されるが、アルテウルことユーゼスがズフィルード・クリスタルで再生させ、ファブラ・フォレースにあるクロスゲートを取り込ませた。

### サーベラス
【Cerberus = ケルベロスの英語読み】
ツェントル・プロジェクトの試作6号機。遠距離戦・砲撃戦を主体としたTEアブゾーバーである。複座型であり、機体の操縦を行うパイロットとTEエンジンの出力調整を行うオペレーターによって運用される。
飛行は不可能だが機動性が高く、あらゆるレンジに対応した武装を備えている。TEエンジンは出力調整の面などで問題が多いため、関節部の駆動系は電池で補完されている。
同型機が1機存在しているが、予備パーツ的な意味が強く、実験や戦闘の類には使用されていない。
武装
コーティング・ソード
ターミナス・キャノンに収納されている実体剣。伸縮式刀身を採用しており、使用時には伸長し、ターミナスエナジーの刃を纏う。
マシンガン・ポッド
肩部に装備されている有線式遠隔操作兵器。
4つのポッドを射出し、突撃しながら一斉射撃を行う。
ラディカル・レールガン
本機の主武装であるライフル型レールガン。
各部が展開し、突撃しながら2連射する。
必殺技
ターミナス・キャノン
背部に装備された大型エネルギー砲。
エネルギーバイパスを解放しバレルを展開、頭部を覆うセンサーユニットのセンサーで狙いをつけ、発射する。

#### サーベラス・イグナイト
【Ignite = 英語で「点火」】
試作6号機を基に作られた試作8号機。TEエンジンは新型のものになって出力が安定。性能も上昇し、TEスフィアが使用できるようになった。また、追加武装ユニット「イグナイト・パーツ」が装着されている。前部の場合はフィギュアW、後部の場合はフィギュアBと、前後で別の形態として使用可能なリバーシブル性をもち、これにイグナイト・パーツを装着した姿で運用される。近接戦重視のフォームGはヒューゴが操縦し、遠距離重視のフォームSはアクアが操縦を担当する。イグナイト・パーツは無人戦闘機としての使用もできるが、作品中では使われていない。第2次OGでは無人機としてガイアセイバーズで運用されていたが、鋼竜戦隊と交戦した末に鹵獲された。
武装・フォームG
Hoミサイル・ランチャー
脚部に内蔵された小型のホーミングミサイルを乱射する。
レイガン・ポッド
ビームキャノンを搭載した有線式小型ポッドを4基展開して攻撃。最後は4つのポッドのビームを収束して敵に浴びせる。
コーティング・ソードTeX
コーティング・ソードの強化版。腕部に内蔵されており、両手に2本装備して敵を斬りつける。
イグナイト・パイク
両腕に装備されたパイルバンカーで敵を刺突する。『MX』では薬莢が排出される演出がある。
ターミナス・キャノン
サーベラスから引き続き搭載している武装。『MX』のケルベロス・ファングの演出でのみ登場し、単独の武装及び『第2次OG』の同武装の演出では登場しない。
必殺技・フォームG
ケルベロス・ファング
『MX』では、機体をターミナス・エナジーの高エネルギーで包み、超高速移動で敵を撹乱。接近して左右のイグナイト・パイクを撃ち込んだ後、零距離からターミナス・キャノンを発射してとどめを刺す。
『第2次OG』では、イグナイト・パイクの連撃を浴びせた後にフォームSに変形。ターミナス・スマッシャーで空中に撃ち上げた後、再びフォームGに戻って敵を追いかけ、空中で掴んで地面に叩き落としつつ、その勢いを乗せたとどめのイグナイト・パイクを叩き込む。

武装・フォームS
レイガン・ポッド
フォームGと同様。
コーティング・ソード
ラディカル・レールガン
サーベラスの物と同一だが、フォームSの専用武装に変更された。
ターミナス・スマッシャー
両肩部の大出力ビームキャノンで敵を撃ち抜く。
ターミナス・キャノン
フォームGと同様。こちらも単独の武装としては使用できず、ケルベレイド・バスターの演出でのみ登場する。
必殺技・フォームS
ケルベレイド・バスター
腰の左右から2門のビームキャノン、右肩上部にターミナス・キャノンを展開し、エンジン出力をオーバー・ブルー領域にアップ。全エネルギーを込めた一斉射撃で敵を消滅させる。

### ガルムレイド
【Garm = 北欧神話に登場する番犬、Raid = 英語で「襲撃」】
ツェントル・プロジェクトの試作7号機。TEエンジンが搭載されており、接近戦・格闘戦を得意とする特機タイプ。サーベラス同様にTEエンジンの出力制御に問題を抱え、関節部の駆動には電池を使用している。ファング・グリルを開放し「イグニション」の掛け声により炎をまとった形態となる。頭部にはガードがあり、これを上げることでもう一対の目が現れる。本編未登場であるガルムレイドのコックピットを兼ねた車「ガルム・ビークル」が搭載されている。
武装
ブラッディ・レイ
額のクリスタルから赤色の光線を放つ。
ファング・ナックル
肩部のファング・グリルを腕に装着し、ブーストナックルの要領で射出、敵機を噛み砕く。
サンダー・スピンエッジ
膝部の回転ノコギリ。ターミナス・エナジーによる電撃を纏わせて膝蹴りを叩きつけ、敵機を斬り砕く。
必殺技
バーニング・ブレイカー
ターミナス・エナジーを限界まで高め、両肩・両腰のファング・グリルを開放。ヒューゴの「イグニション！」の掛け声と共に炎を吹き出し、フェイスガードを上げて四つのカメラアイを現し、左手で全力のパンチを見舞って打ち砕く。

#### ガルムレイド・ブレイズ
【Blaze = 英語で「炎」】
試作7号機のデータを元に開発された、試作9号機。新型TEエンジンを搭載し、出力が安定。さらに出力向上も達成しており、TEスフィアの展開が可能になった。7号機のデータから建造された本体と、鳥型のヒオウ・狼型のロウガからなる2体の支援メカ「マシン・アニマリート」で構成される。マシン・アニマリートの装着部位によってフォームG・フォームSへと姿を変えることができ、フォームGは格闘戦に特化し、空中戦闘能力が向上。フォームSは砲撃戦に特化し、シールド防御が可能となり防御力が向上する。ヒオウとロウガは無人戦闘機としても使用可能で、フォームSの「トリニティ・デッドエンド」などに見られる。第2次OGでは無人機としてガイアセイバーズで運用されていたが、鋼竜戦隊と交戦した末に鹵獲された。
武装・フォームG
ブラッディ・レイ
ノーマルのガルムレイドと同じ。
ファング・ナックル
ガルムレイドと同じだが、腕部分を展開することで牙を形成する。
ライトニング・スピンエッジ
サンダー・スピンエッジの強化版。膝蹴りの後、反対の脚を叩き込む。
ターミナス・ブラスター
胸部からターミナス・エナジーを撃ち出す。
ロウガ・クラッシャー
右腕に装着されているロウガ部分を腕ごと射出し、敵機を貫く。その後突撃して腕を再接続、一気に突き抜ける。
必殺技・フォームG
エグゼキューション・レイド
ターミナス・エナジーの出力を最大以上まで高め、「イグニション！」のかけ声と共に炎を纏って突撃。ロウガ・クラッシャーで敵機を貫いて掲げ、至近距離から最大威力のターミナス・ブラスターを叩き込んで破壊する。
武装・フォームS
ブラッディ・レイ
ファング・ナックル
フォームGと同じ。
TEスフィア・ブレイザー
ターミナス・エナジーの奔流を撃ち出す。『第2次OG』ではALL武器となっており、ターミナス・エナジーの塊を投げつけて結界の中に敵を閉じ込めた後、腰部の速射砲「ターミナス・ショット」によって爆裂させる。
マシン・アニマリートレイド
ロウガとヒオウを分離し、攻撃させる。
必殺技・フォームS
トリニティ・デッドエンド
マシンアニマリートを分離して攻撃させ、最後に最大威力のTEスフィア・ブレイザーを叩き込む。

### ガルベルス
ツェントル・プロジェクトの試作10号機にして、プロジェクトの完全体。コードネームは「MODEL-X」。本来はミタールの意向でAI1を排除して、代わりにAI0を搭載する筈だったが、彼がエルデに暗殺されたことでAI1による無人制御になり、調整のためにエルデが搭乗している。
サーベラス・イグナイト同様リバーシブル・トランスフォームを持ち、正面がガルムレイドの特性を持った近接戦闘型の「フォームG」、背面がサーベラスの特性を持った遠距離砲撃型の「フォームC」の形態を持っており、状況に応じて変形する。
メディウス・ロクスの第3形態代わりにこの機体が登場する。
武装

ダブル・ファング・ナックル
ガルムレイド及びガルムレイド・ブレイズの武装を発展させたもの。
ビーム刃を展開後に両腕を射出し、途中で連結して一つのファング・ナックルとして攻撃する。

サンダーボルト・スピンエッジ
ダブル・ファング・ナックルと同様、ガルムレイド系列の武装を発展させたもの。
背部パーツを分離、連結させて円形鋸パーツとし、それを足の側面に装着して敵に攻撃する。尚、この背部パーツはフォームCの時は腕部兼ビーム砲となる。

ターミナス・デストロイヤー
サーベラス系列の武装を発展させたもの。
フォームCに変形後、フォームGでは肩に相当するパーツからミサイルを発射、その後砲撃形態となり、ミサイルが着弾した後、強力なビームを発射する。

必殺技

ケルベルス・エクゼキューション
ダブル・ファング・ナックルを発射したと同時に上空へ飛行し、ダブル・ファング・ナックルが敵に噛付いて飛んできたのをフォームCの腕で受け止め、至近距離からビームを発射。それを放り投げた後、フォームGの両腕が変形してミサイルを発射。最後にフォームCの砲撃形態となり、頭部と両腕から強力なビームを発射する。

### ウェンディゴ
OGクロニクル
八房龍之助の作品『踊るゆりかご』に登場。中東のテログループが使用し、出向中のカイの量産型ゲシュペンストMk-IIと交戦した。全長30m以上でPTともAMとも違う、人型とは言い難いような形状をしている。シールド紛片散布システムを装備しており、飛び道具が通用しない。また、開発者ドナ・ギャラガーの半身不随になった子供（トニー・ギャラガー）がインターフェースとして使用されており反応速度が早いが、フェイントには弱かった。最終的には量産型ゲシュペンストMk-IIに背負い投げを受け、ジェットマグナムで破壊される（この攻撃は、OG外伝で「ジェットマグナムS」として実装された）。その際、ドナに同情したカイの手でトニーが入ったカプセルは回収されている。
この時点での名称は「ヒトガタ実験体」。
OG外伝
上記とほぼ同様だが、ツェントル・プロジェクトの一環で開発されたという設定になっており、シールド紛片散布システムの代わりにEフィールドを装備している。また、エルデの手によって数機が量産されているが、ティスによって持ち去られてしまう。その後、デュミナスが量産したウェンディゴにはODEシステムが搭載されている。

### フラットフィッシュ
OGクロニクル
八房龍之助の作品『新春まんがまつり 最強の盾対宇宙ひらめ 寒風吹きすさぶ3Kの宇宙の海に少年の愛の花は実をつけるのか!?』に登場。
謎の実験施設のフラスコから脱走、量産型ヒュッケバインMk-IIを撃破し宇宙ステーションコルムナ付近の宙域に撹乱剤を含有した岩を着込み隕石に擬態して出現、レオナのガーリオン・ブースターおよびタスクのジガンスクード・ドゥロと交戦した。
生み出したタッドポールですらガーリオンの2倍ほどの大きさをしており、70メートルを超えるジガンスクード・ドゥロが口に収まってしまうほどの巨大さである。
ゼロ距離からのギガワイドブラスターをかわしG・サークルブラスターやアンカーユニットの攻撃すら回避するなど巨体に似合わない凄まじい敏捷性を見せジガンスクード・ドゥロを串刺しにするも、タスクの気転によりメテオハンマーでつぶされ駆除された。
「フラットフィッシュ」とはカレイ目の魚の総称。なお登場人物&ロボットの欄では「謎の宇宙生物？宇宙ひらめ、ひらめゴン!」と書かれている。
OG外伝
上記とほぼ同様だが、ツェントル・プロジェクトの一環で開発されたという設定になっている。イェッツトセルと呼ばれる謎の物質を投与されたことにより暴走、研究施設であるトーチカ2を壊滅させた。
極彩色の体色で機械的な部分が一切無く怪物や怪獣の類に近い。その姿はヒラメに人間の目鼻を付けたものであり、ジャゲド・ファング時に見える歯は明らかに人間の歯である。尻尾は左手、触手は右手や足が退化したもの。
殲滅後サンプルとして回収するつもりだったが、正体不明の生物にありがちな危険性から完全に処分され、ヒリュウ改や関わった機体の外装も熱消毒された。
なお、タスクが交戦した個体以外に数体存在し、ウェンディゴと同様にデュミナスによって使われる。

### タッドポール
OGクロニクル
OG外伝
フラットフィッシュが生み出した生体兵器で、本能的に敵に特攻して散って行くミサイルのような扱われ方をしている。また、卵状態からの孵化の速さが尋常ではなく、一気に成長を遂げる。「タッドポール」とはオタマジャクシのこと。
不気味な笑みを浮かべたような顔を持ち、全体的なデザインは芋虫に近い。